# Stazione di Larino
Stazione di Larino vasútállomás Olaszországban, Molise régióban, Larino településen.

## Vasútvonalak
Az állomást az alábbi vasútvonalak érintik:
- Termoli–Venafro-vasútvonal

## Kapcsolódó állomások
A vasútállomáshoz az alábbi állomások vannak a legközelebb: 
- Stazione di Ururi-Rotello
- Stazione di Casacalenda-Guardialfiera